# Tabouillot

Wappen der Familie Tabouillot

Tabouillot, in Deutschland teilweise von Tabouillot genannt von Scheibler, ist ein französisches Adelsgeschlecht. Die Familie stammt aus Regret bei Verdun. Mitglieder der Familie leben in Deutschland, Spanien und Skandinavien.

## Geschichte

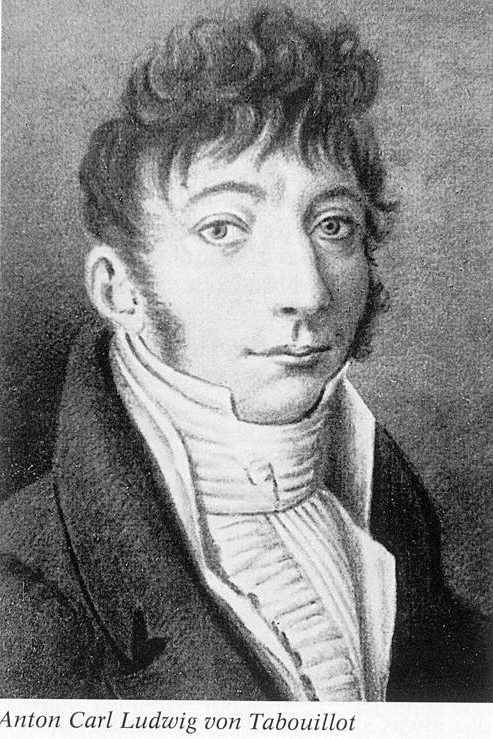
Antoine Charles Louis de Tabouillot (1775–1813), französisch-deutscher Gutsbesitzer, preußischer Hauptmann und Bürgermeister (Maire) in Essen

Antoine Charles Louis de Tabouillot (* 1775 in Verdun, † 1813), Sohn des conseiller du roi Louis François de Tabouillot (1733–1806) und der Anne de Grand-Fèvre (1747–1794), floh während der Französischen Revolution im Jahre 1793 nach Preußen. Das Eigentum der Familie wurde beschlagnahmt und die Mutter im Jahre 1794 in Paris guillotiniert. Louis de Tabouillot wurde 1795 Leutnant in der Preußischen Armee und verließ den Dienst 1810 als Hauptmann. 1811 wurde er Bürgermeister in Essen. Louis de Tabouillot heiratete 1802 Philippina Johanna von Brüning (1777–1835). Ihr Sohn war Franz Georg Karl Wilhelm von Tabouillot (* 1803), der Richter in Münster wurde. Er war mit Karoline Luise Alexandrine von Scheibler verheiratet. Sie war eine Nachkommin des Philosophen Christoph Scheibler (1589–1653). Die Familie erhielt am 29. Juni 1868 die preußische Genehmigung zur Namens- und Wappen-Vereinigung und nannte sich fortan von Tabouillot genannt von Scheibler, gegeben zu Schloß Babelsberg. Ihr einziger Sohn war Premierleutnant Ferdinand Franz Ludwig Heinrich Johann von Tabouillot gen. von Scheibler (1840–1869), der schon mit 29 Jahren starb.
Mitglieder der Familie Tabouillot leben in Deutschland, Spanien und Skandinavien. Einige Mitglieder der Familie (im Mannesstamm) verwenden den norwegischen Nachnamen Haagaas.

## Wappen
Das ursprüngliche Wappen wird in Französisch wie folgt blasoniert: d'argent, à la fasce d’azur, chargée de troi étoiles, d’argent, accompagné, en chef, d'un cor de chasse, et en pointe, d’une gerbe de blé, de sable.
Wappen derer von Tabouillot gen. von Scheibler ab 1858: Im roten, mit drei (2:1) runden silbernen Scheiben belegten Schilde ein golden-bewehrter schwarzer Adler mit Brustschild: in Silber ein mit drei silbernen Sternen belegter blauer Balken, begleitet oben von einem schwarzen Jagdhorne und unten von einer schwarzen Garbe. Auf dem gekrönten Helme mit rot-silbernen Decken ein wachsender geharnischter Schwertarm zwischen offenem schwarzem Fluge.

Wappen derer von Tabouillot gen. v. Scheibler seit 1858
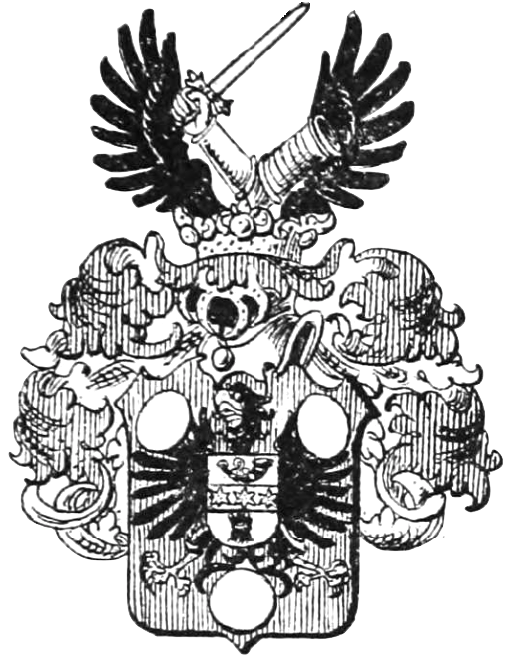
Wappen derer von Tabouillot gen. v. Scheibler seit 1858 mit Helmzier

## Stammtafel
- Jean de Tabouillot (ca. 1602–1672)
  - Claude de Tabouillot (1630–1729), Procureur ⚭ Marie Poncelet (1644–1721)
    - Pierre de Tabouillot († 1735), marchand tanneur ⚭ Nicole Gauffet
      - Claude de Tabouillot (1701–1786), Conseiller du Roi[7] ⚭ Elisabeth de Bignicourt († 1787)
        - François de Tabouillot (1733–1806), Conseiller du Roi[8] ⚭ 1767 Anne de Grand-Fèvre (1747–1794)
          - Antoine Charles Louis de Tabouillot (1775–1813), Hauptmann, Gutsbesitzer und Bürgermeister in Essen ⚭ 1802 Philippina Johanna von Brüning (1777–1835)
            - Franz Georg Karl Wilhelm von Tabouillot (1803–1872), preußischer Kreisgerichtsdirektor in Münster ⚭ 1839 Karoline Luise Alexandrine[9] von Scheibler (1813–1874)[10]
              - Ferdinand Franz Ludwig Johannes Heinrich von Tabouillot genannt von Scheibler (1840–1869),[11] preußischer Premierleutnant ⚭ 1868 Anne Karolina Amalia von Pannwitz (auch von Panwitz)(1847–1920)[12]
                - Franz Ferdinand Alexander Hans von Tabouillot[13] genannt von Scheibler (* 1869; † nach 1941),[14] Major 1908 ⚭ Margaretha von Grolman (* 1886); Geschieden 1917
                  - Wolfgang von Tabouillot genannt von Scheibler (* 1909), Dr.[15] jur. ⚭ 1938[16] Ingrid Haagaas (* 1913 in Oslo)
                  - Irmgard von Tabouillot genannt von Scheibler (1911–1999) ⚭ 1936 Heinz-Adolf Eusebius Odilo Ingraban von Brand (1910–1977)

            - Alfred Renaud Ferdinand Philipp von Tabouillot